# HD 159170
HD 159170，又名BD-05 4461，SAO 141730、HR 6534，是一颗恒星，视星等为5.62，位于銀經18.56，銀緯14.46，其B1900.0坐标为赤經17h 28m 9.4s，赤緯-5° 14.46′ 17″。